# Troglohyphantes similis
La araña subterránea de Kočevje (Troglohyphantes similis) es una especie de araña de la familia de los linífidos. Es endémica de Eslovenia.